# Гельвіг Люц
Гельвіг Люц (нім. Helwig Luz; 28 червня 1892, Буттенгайм — 28 квітня 1980) — німецький офіцер, генерал-лейтенант вермахту (1 квітня 1944). Кавалер Лицарського хреста Залізного хреста.

## Біографія
В липні 1912 року вступив в Баварську армію. Учасник Першої світової війни. Після демобілізації армії залишений в рейхсвері. З 1 серпня 1936 року — начальник відділу ОКГ. З 1 грудня 1939 року — командир 110-го стрілецького полку, з 1 грудня 1941 року — 11-ї стрілецької бригади, з 1 лютого 1943 року — служби розформування частин в Сталінграді і Африці. З 20 червня 1944 по 8 травня 1945 року — командир 199-ї піхотної дивізії.

## Нагороди
- Медаль принца-регента Луїтпольда
- Залізний хрест
  - 2-го класу (7 жовтня 1914)
  - 1-го класу (15 грудня 1916)
- Орден «За заслуги» (Баварія) 4-го класу з військовою відзнакою і мечами
- Хрест «За військові заслуги» (Австро-Угорщина) 3-го класу з військовою відзнакою
- Королівський орден дому Гогенцоллернів, лицарський хрест з мечами
- Почесний хрест ветерана війни з мечами
- Медаль «За вислугу років у Вермахті» 4-го, 3-го, 2-го і 1-го класу (25 років)
- Медаль «У пам'ять 1 жовтня 1938» із застібкою «Празький град»
- Почесний знак «За турботу про німецький народ» 2-го класу
- Застібка до Залізного хреста
  - 2-го класу (4 червня 1940)
  - 1-го класу (8 червня 1940)
- Нагрудний знак «За поранення» в чорному
- Нагрудний знак «За танкову атаку» в бронзі
- Лицарський хрест Залізного хреста (15 листопада 1941)
- Орден «За хоробрість» 3-го ступеня, 1-й клас (Третє Болгарське царство)
- Орден Корони короля Звоніміра 1-го ступеня із зіркою і дубовим листям (Незалежна Держава Хорватія)